# هندرسون (ویرجینیای غربی)
هندرسون(به انگلیسی: Henderson) شهری در ایالت ویرجینیای غربی کشور ایالات متحده آمریکا است که جمعیت آن در سرشماری سال ۲۰۱۰ میلادی، ۲۷۱ نفر بوده‌است.